# 제47회 영국 아카데미 영화상
제47회 영국 아카데미 영화상은 1993년의 최고의 영화를 기리기 위해 1994년 4월 15일에 열린 시상식이다.

## 수상

### 작품상
- 쉰들러 리스트 - 스티븐 스필버그 수상

### 알렉산더 코다 상
- 샤도우랜드 - 리차드 아텐보로 수상

### 데이빗 린 상
- 쉰들러 리스트 - 스티븐 스필버그 수상

### 남우주연상
- 남아있는 나날 - 안소니 홉킨스 수상

### 여우주연상
- 피아노 - 홀리 헌터 수상

### 남우조연상
- 쉰들러 리스트 - 랄프 파인즈 수상

### 여우조연상
- 순수의 시대 - 미리암 마고리스 수상

### 각본상
- 사랑의 블랙홀 - 대니 루빈 수상

### 각색상
- 쉰들러 리스트 - 스티븐 자일리언 수상

### 편집상
- 쉰들러 리스트 - 마이클 칸 수상

### 촬영상
- 쉰들러 리스트 - 야누즈 카민스키 수상

### 음향상
- 도망자 - John Leveque 수상

### 의상상
- 피아노 - 자넷 패터슨 수상

### 분장상
- 올란도 - Morag Ross 수상

### 특수시각효과상
- 쥬라기 공원 - 데니스 머렌 수상

### 프로덕션디자인상
- 피아노 - 앤드류 맥얼핀 수상

### 외국어영화상
- 패왕별희 - 서풍 수상

### 단편애니메이션작품상
- Christopher Moll 수상

### 단편영화작품상
- Ruth Kenley-Letts 수상

### 안소니 아스퀴스상
- 쉰들러 리스트 - 존 윌리엄스 수상

## 같이 보기
- 제66회 아카데미상
- 제19회 세자르상
- 제46회 미국 감독 조합상
- 제7회 유럽 영화상
- 제51회 골든 글로브상
- 제14회 골든 래즈베리상
- 제46회 미국 작가 조합상